# 유자키역
유자키역(일본어: 結崎駅)은 일본 나라현 시키군 가와니시 정에 위치한 긴키 닛폰 철도 가시하라 선의 철도역이다. 역 번호는 B 34이며, 상대식 승강장 2면 2선의 구조를 갖춘 지상역이다.

## 타는 곳
| 1 | B 가시하라 선 | 하행 | 다와라모토 · 야마토야기 · 가시하라진구마에 · 요시노 방면                                       |
| 2 | B 가시하라 선 | 상행 | 히라하타 · 덴리 · 야마토사이다이지 · 나라 · 교토 · 오사카난바 · 아마가사키 · 고베산노미야 방면 |

## 이용 현황
- 2005년 11월 8일 : 5,156명
- 2008년 11월 18일 : 4,750명
- 2010년 11월 9일 : 4,317명
- 2012년 11월 13일 : 4,227명
- 2015년 11월 10일 : 4,053명

## 역 주변
- 가와니시 정청
- 시마노야마 고분
- 닛폰 통운 유자키 창고

## 인접 역
| 긴키 닛폰 철도 B 가시하라 선             | 긴키 닛폰 철도 B 가시하라 선 | 긴키 닛폰 철도 B 가시하라 선     |
| ---------------------------------------- | ---------------------------- | -------------------------------- |
| B33 패밀리코엔마에 야마토사이다이지 방면 | B 가시하라 선                | 이와미 B35 가시하라진구마에 방면 |